# RUSKAPA
L'AO RUSKAPA (in russo АО РУСКАПА?), abbreviazione di Akcionernoe obščestvo pod naimenovaniem «Russko-Kanadsko-Amerikanskoe passažirskoe agentstvo» (in russo Акционерное общество под наименованием «Русско-Канадско-Американское пассажирское агентство»?, lett. "Società per azioni nominative «Agenzia russo-canadese-americana per i passeggeri») è stata una società per azioni fondata in Unione Sovietica durante gli anni della NEP. Aveva sede a Mosca ed era partecipata da aziende sovietiche, canadesi, britanniche e statunitensi. 

## Storia
In base al decreto del Comitato esecutivo centrale della RSFSR del 13 marzo 1922 sul monopolio statale del commercio estero, il decreto del Comitato esecutivo centrale della RSFSR del 9 maggio 1923 concesse il monopolio sui servizi di emigrazione e immigrazione alla Gosudarstvennyj Torgovyj Flot (in russo Государственный Торговый Флот, Госторгфлот?, lett. "Flotta commerciale dello Stato") e alla Dobrovol'nyj flot (in russo Добровольный флот, Доброфлот?, lett. "Flotta volontaria"), facenti capo alla Rusflot. Non disponendo di mezzi per gestire il trasporto degli emigranti d'oltremare, furono create delle società miste, tra cui la RUSKAPA.

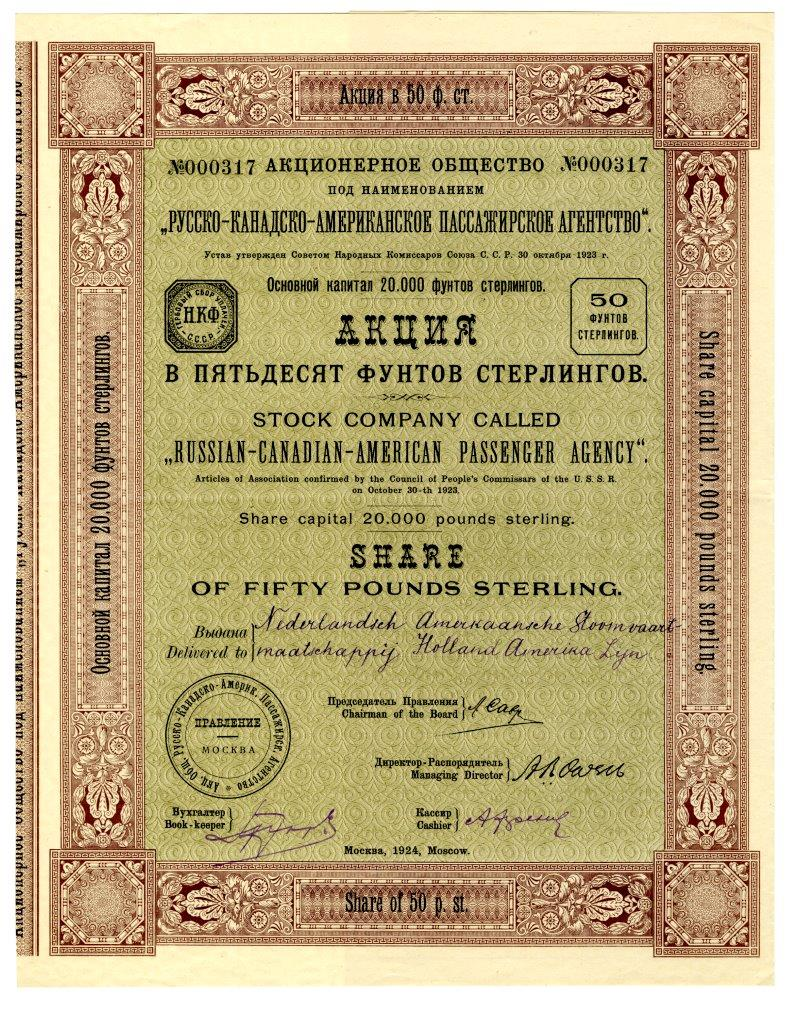
Quota nominale di 50 sterline della RUSKAPA, Mosca, 1924

La società fu fondata nel 1923 durante il periodo della Nuova politica economica (NEP), poco tempo dopo la fine della Guerra Civile. Lo statuto venne approvato dal Consiglio dei commissari del popolo dell'URSS il 30 ottobre 1923. Lo scopo dell'agenzia era quello di effettuare l'emigrazione di cittadini sovietici su base commerciale, principalmente verso gli Stati Uniti e in Canada, nonché nei paesi dell'Europa occidentale e in alcuni stati del Sud America, dei Caraibi e del Sud Africa.
Tra le società fondatrici della RUSKAPA vi erano:
- Gostorgflot
- Dobrovol'nyj flot
- Canadian Pacific Railway
- Cunard Steamship Company
- Royal Mail Steam Packet Company
- Canadian Pacific Steamships
- Anchor Line (Henderson Brothers)
- Pacific Steam Navigation Company
- Union-Castle Line
- Holland America Line

La partenza dall'URSS veniva effettuata da Mosca, quindi gli emigranti dovevano pagare e avere abbastanza soldi per rimanere nella capitale per diversi giorni. Di norma, la partenza dall'Unione Sovietica avveniva su invito di parenti e amici dall'estero, che, nella maggior parte dei casi, pagavano il viaggio dei migranti verso la loro destinazione.
L'agenzia RUSKAPA era inoltre impegnata nell'invio di emigranti tedeschi della RSFS Russa alla residenza permanente in Nord America.
La società fu liquidata alla fine degli anni venti in seguito alla fine della NEP e all'introduzione del divieto totale dell'imprenditoria privata.